# Grondwaterkering
Een grondwaterkering is een kunstmatige constructie die ontworpen is om verplaatsing van grondwater te voorkomen. Hiervoor kunnen stalen of betonnen damwanden, diepwanden of groutschermen toegepast worden.